# Ausgleichsbezüge
Ausgleichsbezüge werden in Deutschland ehemaligen Soldaten auf Zeit der Bundeswehr gewährt, die Inhaber eines Eingliederungsscheins (E-Schein) sind. Sie sind ein Beitrag zur Eingliederung von Soldaten ins zivile Berufsleben und werden anstelle von Übergangsgebührnissen bezahlt.

## Rechtsgrundlage
Rechtsgrundlage für die Ausgleichsbezüge ist im Wesentlichen § 11a Soldatenversorgungsgesetz (SVG).

## Anspruchsvoraussetzungen
Voraussetzung ist neben dem E-Schein der Bezug von Anwärterbezügen als Beamter auf Widerruf oder von Dienstbezügen als Beamter. Anspruch besteht auch, wenn der ehemalige Soldat nicht auf einer vorbehaltenen Stelle eingestellt wurde. Solange der ehemalige Soldat E-Schein-Inhaber ist, kann er diesen auf Antrag zu seiner Personalakte nehmen lassen, um Ausgleichsbezüge zu erhalten.

## Höhe der Bezüge
Die Höhe der Ausgleichsbezüge ist der Unterschiedsbetrag zwischen dem Grundgehalt der Dienstbezüge des letzten Dienstmonats als Soldat (Besoldungsgruppe und Erfahrungsstufe) und den Bezügen im Beamtenverhältnis. Dieser Unterschiedsbetrag wird um 0,99 Prozent gemindert (§ 89a Satz 3 SVG). Dies entspricht der allgemeinen Minderung von Versorgungsbezügen für Beamte (§ 5 Abs. 1 Halbsatz 2 Beamtenversorgungsgesetz (BeamtVG)) und Soldaten (§ 17 Abs. 1 Halbsatz 2 SVG). Da nur das Grundgehalt und ggf. Amtszulagen (§ 89a Soldatenversorgungsgesetz Satz 2 SVG) maßgeblich sind, bleiben z. B. Stellenzulagen als Soldat oder Beamter unberücksichtigt, d. h. wird als Beamter eine Stellenzulage gewährt, mindern sich die Ausgleichsbezüge dadurch nicht. Bei den Dienstbezügen des letzten Dienstmonats als Soldat ist die Besoldungsgruppe und die Erfahrungsstufe maßgeblich, nicht aber die tatsächliche Höhe. Folglich führen Besoldungserhöhungen für Soldaten zu Erhöhungen der Ausgleichsbezüge, sofern nicht die Bezüge des Beamten zugleich in höherem Maße steigen.
Ausgleichsbezüge werden vom Bundesverwaltungsamt (Dienstleistungszentren) berechnet und bezahlt. Der ehemalige Soldat ist verpflichtet, Änderungen seiner Beamtenbezüge dem Bundesverwaltungsamt zu melden, solange er Anspruch auf Ausgleichsbezüge hat. (§ 60 Abs. 2 Nr. 2 SVG) Die Nichtmeldung stellt eine Ordnungswidrigkeit dar, die mit Bußgeld geahnt werden könnte. (§ 91b SVG)
Die über den gesamten Anspruchszeitraum gezahlten Ausgleichsbezüge können die Summe der Übergangsbeihilfe und -gebührnisse von ehemaligen Soldaten auf Zeit ohne E-Schein deutlich überschreiten.

## Ende der Bezüge
Die Ausgleichsbezüge werden maximal für zehn Jahre gezahlt oder bis das Grundgehalt aus dem Dienstverhältnis als Beamter das der letzten Dienstbezüge als Soldat übersteigt. Der Anspruch endet auch, wenn das Beamtenverhältnis nach der Ernennung zum Beamten auf Lebenszeit endet.
Erlischt das Recht aus dem Eingliederungsschein, erlischt auch das Recht auf Ausgleichbezüge (§ 9 Abs. 5 SVG) und das Recht auf Übergangsbeihilfe, Übergangsgebührnisse und schulische und berufliche Bildungs durch den Berufsförderungsdienst der Bundeswehr lebt wieder auf. Sollten bereits Ausgleichsbezüge gezahlt worden sein, werden die Übergangsbeihilfe und -gebührnisse anteilig gekürzt. Sollten insgesamt mehr Ausgleichsbezüge gezahlt worden sein, als Übergangsbeihilfe und -gebührnisse zusteht, muss diese Überzahlung nicht zurückerstattet werden. Die Kostenhöchstgrenzen für externe Bildungsmaßnahmen (§ 19 Berufsförderungsverordnung (BFöV)) bleiben unberührt.